# Margarethe von Bülow
Margarethe von Bülow (* 23. Februar 1860 in Berlin; † 2. Januar 1884 in Rummelsburg bei Berlin) war eine deutsche Schriftstellerin.

## Leben
Margarethe stammte aus der altmecklenburgischen Familie von Bülow. Ihr Vater, Hugo von Bülow (13. Mai 1821–26. Januar 1869), war preußischer Konsul in Smyrna (Osmanisches Reich). Die Familie lebte dort mit ihm bis 1865, danach übersiedelte die Mutter, geborene Clothilde von Münchhausen (5. Dezember 1832–27. März 1891), auf das ihr aus der Kindheit vertraute Rittergut der Familie in Ingersleben bei Neudietendorf in Thüringen. Konsul von Bülow kam dort 1867 zu Besuch, kehrte aber wieder nach Smyrna zurück, wo er bald darauf erkrankte. Die junge Tochter Margarethe besuchte ihn dort und ging 1868 bis 1870 auf die Kaiserswerther Diakonissenschule in Smyrna. Nach dem Tod des Vaters kehrte sie zurück nach Ingersleben und besuchte dort von 1870 bis 1874 die Mädchenanstalt der Herrnhuter Brüdergemeine in Neudietendorf.
Es folgte 1876 die Ausbildung an einer Mädchenschule in Cheltenham in England, von der Margarethe 1877 nach Ingersleben zurückkehrte. 1881 begann in Berlin ihre literarische Tätigkeit, die besonders Eindrücke aus ihrer Jugendzeit in der thüringischen Kulturlandschaft um Ingersleben und das benachbarte Neudietendorf widerspiegelt. Nur wenige Jahre später, im Jahre 1884, verunglückte Margarethe von Bülow tödlich bei dem Versuch, einen im Eis des Rummelsburger Sees bei Berlin eingebrochenen Knaben zu retten. Alle ihre Werke erschienen postum.
In Berlin gehörte sie zu dem Freundeskreis um Heinrich Seidel, Johannes Trojan und Diederich Hahn. Eine besonders enge Beziehung hatte Margarethe zeitlebens zu ihrer Schwester Frieda von Bülow, welche nach Margarethes Tod eine bekannte Schriftstellerin wurde: Sie waren „zwei Blüten an einem Zweig“. 
Die Namensgebung „von-Bülow-Gymnasium“ in Neudietendorf 1997 geht auf das Wirken der beiden Schwestern Margarethe und Frieda von Bülow zurück. Im Heimatmuseum Ingersleben gibt es einen ihnen gewidmeten Raum.

## Werke
- Die Glücksuhr von Wölfis
- Jonas Briccius (1886), 2. Aufl. (?) mit einer Einleitung von Adolf Bartels
- Aus der Chronik derer von Riffelshausen (1887), 2. Aufl. 1919 mit einer Einleitung von Adolf Bartels
- Neue Novellen (1890)